# Двотижневик режисерів

Логотип Двотижневика режисерів 2011

Двотижневик режисерів (фр. La Quinzaine des Réalisateurs) — це самостійна програма, котра щороку паралельно проходить з Каннським кінофестивалем. Секцію було створено в 1969 році після подій у травні 1968 року, коли в знак солідарності зі страйкуючими робітниками було скасовано Каннський кінофестиваль . 

## Історія
Двотижневик режисерів як незалежний і не конкурсний кінозахід було засновано 1969 року Товариством кінорежисерів Франції, об'єднанням французьких кінематографістів, яке сформувалося відразу після подій травня 1968-го року, щоб захищати художні, моральні, професійні та економічні свободи в кіно, а також брати участь у розробці нових структур кіно. Двотижневик режисерів було побудовано за принципом «кінематографістами для кінематографістів» .

## Дати проведення
- Двотижневик режисерів проводиться у травні, одночасно з рештою Каннського кінофестивалю.

## Додаткова література
- Pierre-Henri Deleau: La Quinzaine des réalisateurs à Cannes: Cinéma en liberté : 1969-1993 (Broché),  Editions de La Martinière, 1993
- Olivier Thévenin: Sociologie d'une institution cinématographique : La S.R.F. et la Quinzaine des réalisateurs (Broché), Paris: l'Harmattan, 2009, ISBN 2296094570